# My Funny Valentine
"My Funny Valentine" é uma canção do musical Babes in Arms (1937),composta por Richard Rodgers e Lorenz Hart. Tornou-se um standard do jazz, aparecendo em mais de 1300 álbuns de mais de 600 artistas diferentes.
Babes in Arms teve sua estreia no Shubert Theatre, na Broadway, em Nova York, no dia 14 de abril de 1937, e permaneceu em cartaz por 289 performances. Na peça original, um personagem chamado Billie Smith (interpretada por Mitzi Green) canta a canção para Valentine "Val" LaMar (interpretado por Ray Heatherton). Na canção, Billie satiriza algumas das características de Valentine, porém por fim afirma que ele a faz sorrir, e que ela não quer que ele mude. A canção entrou pela primeira vez nas paradas de sucesso em 1945, interpretada por Hal McIntyre e Ruth Gaylor; permaneceu por apenas uma semana nas paradas, e chegou à 16ª posição.